# Crenisopus acinifer
Crenisopus acinifer is een pissebed. De familie is incertae sedis. De wetenschappelijke naam van de soort werd voor het eerst geldig gepubliceerd in 1999 door Wilson en Keable.